# Адальберт (герцог Ельзасу)
Адальберт (фр. Adalbert; бл. 665–723) — 4-й герцог Ельзасу в 690—723 роках. Зміцнив владу свого роду в герцогстві.

## Життєпис
Походив з бургундського роду Етіхонидів. Старший син Адальріха, герцога Ельзасу, та Бертсвінди з Гугобертидів. Народився близько 665 року. Пошлюбив Герлінду, доньку Аделі Трірської та графа Одона. Відповідно до різних джерел, Адель була представницею роду Гугобертидів, пов'язаних з Піпінідами, або донькою короля Дагоберта II. У будь-якому разі Адальберт породичався з найвпливовішими родами франків.
683 року батько призначив Адальберта графом Зундгау, а невдовзі спадкоємцем герцогства Ельзаського. Тим самим було створено прецедент формування спадкової влади у великому володінні (герцогстві) в рамках Франкської держави.
Успадкував владу між 690 та 697 роками після смерті або зречення батька. Останнє більш імовірно, оскільки Адальріх, користуючись впливом в Ельзасі, зміг забезпечити мирний спадок Адальберту.
Більше уваги приділяв регіону Нордгау, розташувавши свою резиденцію поблизу Страсбургу. Спирався на підтримку дрібних шляхтичів та монастирів. За його правління Ельзас остаточно перетворився на володіння Етіхонидів. 699 року помирає його дружина. Невдовзі Адальберт оженився вдруге.
700 року (за іншими відомостями — 717) заснував монастир Св. Стефана в Страсбурзі, призначивши доньку Атталу його абатисою. Надавав значну підтримку Гогенбурзькому абатству, що стало місцем поховання представників Етіхонидів.
Остання письмова згадка про Адальберта відноситься до 722 року, коли він фундував монастир Гонау Св. Архангела Михаїла на острові на Рейні, навпроти Страсбургу. Тут утворилася громада ірландських ченців. Помер у 723 році в Сент-Оділі. Йому спадкував старший син Ліутфрід.

## Родина
1. Дружина — Герлінда.
Діти:
- Ліутфрід (бл. 700—743), герцог Ельзасу
- Ебергард (д/н—747), граф Зундгау
- Мазон
- Аттала (бл. 690—741), 1-а абатиса монастиря Св. Стефана, католицька свята
- Євгенія (д/н—735), 2-га абатиса Гогенбурзького монастиря
- Гундлінда (бл. 680 — після 720), 1-а абатиса Нідермюнстерського монастиря, католицька свята

2. Дружина — Батильда (або Інгіна).
Діти:
- Ліутгарда
- Савіна